# 김연우 (성우)
김연우(1988년 8월 24일 ~ )는 대한민국의 성우로, 2013년 대원방송 성우극회 공채 4기로 입사했다.

## 학력
- 고려대학교 영어영문과 학사

## 출연 작품
굵은 글씨는 메인 캐릭터.

### 애니메이션
- 드래곤볼 Z 카이 3기 THE FINAL CHAPTERS
- 세계인 생활백서
- 소년탐정 김전일 Original 3기 - 하루나의 엄마(유키카게 마을 살인사건 편), 츠지구치 미나코(원한귀 전설 살인사건 편), 오기노 치카(역전 불가능! 미유키 살인 용의자로 몰리다 편)
- 소년탐정 김전일 Original 스페셜 - 츠지 유리아(흡혈귀 전설 살인사건 편), 간호사(사신병원 살인사건 편)
- 스마일 프리큐어! - 황보미(큐어 피스), 배드엔드 피스
- 원피스 Original 10기
- 원피스 Original 11기 스릴러바크 편 - 바오, 마르다리타, 리나
- 원피스 Oreginal 12기 여인섬 편 - 키쿄
- 텐카이나이트 - 담임 선생님, 유이
- 해피해피 다마고치! - 메메치, 마마메치, 쿠로마메치
- 꼬마 바이킹 빅 - 레아
- 내 이야기!! - 어린 스나카와 마코토, 아유
- 달의 요정 세일러 문 SuperS - 베베, 샐리, 홍매화
- 소년탐정 김전일 R - 담임 선생님, 팡 아주머니( 편), 후카모리 호타루(연금술 살인사건 편), 하마 아키코(고쿠몬 학원 살인사건 편), 모모야마 아카리(만 미터 상공에서 일어난 살인 편), 편의점 주인(캠핑장에서 일어난 괴사건 편), 니지에다 미츠요(다이빙 수영장의 악령 편), 토가미 에리나(켄모치 형사의 살인 편), 키쿠카와 코즈에(게임관 살인사건 편),
- 여고생 수다클럽 - 정새봄
- 원피스 Original 12기 PART1 샤본디 제도 편 - 케이미
- 원피스 Original 12기 PART2 여인섬 편 - 키쿄, 케이미, 블루팬, 여전사2(2화)
- 유희왕 ARC-V - 강보라 신유야
- 페어리 테일 7기 이클립스 편 - 히스이 E. 피오레, 카미카, 써니(28화)
- 페어리 테일 8기 성령의 반란 편 - 히스이 E. 피오레, 피스케스1, 케모케모, 할머니(16화)
- 해피하모니 다마고치! - 메메치, 마마메치, 쿠로마메치
- 링컨의 집에서 살아남기 (니켈로디언, TVING) - 린 라우드, 엄마
- 원펀맨 - 릴리, 스이무
- 원피스 Original 14기 마린포드 편 PART1 - 키쿄
- 원피스 Original 15기 마린포드 편 PART2 - 케이미
- 유희왕 ARC-V 2기 - 강보라, 나나
- 심쿵! 프리큐어 - 이라, 레이나, 아링 할머니
- 포켓몬스터 XY&Z - 릴리아(21화)
- 페어리 테일 10기 ZERO 편 - 제라, 히스이 E. 피오레
- 검볼 - 아나이스 워터슨(4기만), 사라 G. 라토, 페니 피츠재럴드
- 런닝맨 - 미요
- 원피스 16기 어인섬 편 - 케이미
- 케모노 프렌즈 - 가방
- 디지털 갤즈 - 미나토 토모카
- 내 친구 코리리 - 다래
- 검볼 - 사라 G. 라토, 테리, 페니 피츠재럴드
- 블랙 클로버 - 미모사 버밀리온
- 이토준지 컬렉션 - 카나(9화)
- 리루리루 페어리루 (디즈니 채널, 디즈니 주니어) - 애플
- 원펀맨 (넷플릭스) - 모스키토 소녀, 지옥의 후부키
- 일하는 세포 (애니맥스) - 호산구, 순환이
- 반요 야사히메 - 모로하
- 유미의 세포들 (TVING, tvN) - 유미의 패션세포
- 메카드볼 (MBC) - 세라
- 트로피컬 루즈! 프리큐어(대원방송) - 남수정(큐어 코랄)
- 베리베리 뮤우뮤우 뉴 (KBS Kids) - 마샤
- SPY×FAMILY (애니플러스) - 밀리
- 슈퍼트론 - 진우, 담임교사

### 웹 애니메이션
- 오버워치 단편 애니메이션 "잠입" 편 - 솜브라

### 극장용 애니메이션
2014년
- 극장판 도라에몽 진구의 아프리카 모험: 베코와 5인의 탐험대 - 스피아나

2015년
- 극장판 도라에몽: 진구의 우주영웅기~스페이스 히어로즈~ - 몽
- 어린 왕자 - 소녀
- 우주로봇 씨어 - 미카
- 짱구는 못말려 극장판: 정면승부! 로봇아빠의 역습 - 문제희
- 센과 치히로의 행방불명(재개봉판) - 치히로(센)

2016년
- 갓파쿠와 여름방학을 - 쿠
- 극장판 프리큐어 올스타즈 NEW STAGE 미래의 친구 - 황보미/큐어 피스
- 극장판 프리큐어 올스타즈 NEW STAGE 2 마음의 친구 - 황보미/큐어 피스
- 드래곤 네스트: 평화 기사단V블랙 드래곤 - 리야, 마을사람들3
- 리틀 폭스 - 공주, 귀요미
- 바다의 노래: 벤과 셀키요정의 비밀 - 시얼샤
- 빅 - 올림피아
- 빌리와 용감한 녀석들: 치킨 히어로 - 휴고
- 스노우 타임 - 루시
- 인어공주:새로운 모험의 시작 - 소피

2017년
- 극장판 어드벤처 타임: 비밀의 아일랜드 - 프리다
- 극장판 프리큐어 올스타즈 NEW STAGE 3 영원한 친구 - 황보미/큐어 피스
- 슈퍼배드 3 - 마고
- 짱구는 못말려 극장판: 폭풍수면! 꿈꾸는 세계 대돌격 - 유보라
- 빅풋 주니어 - 티나 / 에바

2018년
- 디지털 갤즈 극장판 - 토모카 스타 얼라이즈 - 미나토 토모카
- 인크레더블 2 - 바이올렛 파
- 런닝맨: 풀룰루의 역습 - 미요

2019년
- 별의 정원 - 수하

2022년
- 극장판 귀멸의 칼날: 무한열차편 - 카마도 네즈코

2023년
- 런닝맨: 리벤져스 - 미요

2025년
- 퇴마록 - 승희 / 을련 / 승현
- 미스터 로봇 - 나나

### 특촬물
- 가면라이더 포제 - 강유미, 지선희, 모세연 / 코마 조디아츠, 오지란
- 가면라이더 위저드 - 차세미/메두사, 차유미
- 가면라이더 이그제이드 - 박은설, 가면라이더 뽀삐
- 파워레인저 다이노포스 - 여학생(#13)
- 파워레인저 트레인포스 - 어린 한별, 미현(#5), 은하영(#16), 빨간모자(#15), 나유미(#36)

### 게임
2014년
- 데드엔드 99% - 고냥이
- 프린세스 메이커 for Kakao - 귀비 멜리사[1]

2015년
- 포춘 하모니 - 델피나 베아트리스

2016년
- 괴리성 밀리언 아서 - 정월형 설이[2]
- 여신의 키스 - 에노모토 츠바사, 일라이다 만
- 오버워치 - 솜브라[3][4]
- 창세기전4 - 카메오 보포트, 리스 스탐가르드
- 클로저스 - 바이올렛[5]

2017년
- 삼국블레이드 - 여령기
- 섀도우버스 - 검은 백조 오딜

2019년
- 메이플스토리 - 카링, 파라시
- 던전 앤 파이터 - 꽃의 여왕 블라섬, 쌘비구름, 백화 만다린

2020년
- 원신 - 엠버

2021년
- 쿠키런: 킹덤 - 골드치즈 쿠키
- 라이브러리 오브 루이나 - 이사도라

### 드라마 CD
- 데드엔드 99% - 고냥이, 아기고냥이, 누님고냥이, 오빠고냥이, 호랑이
- 삼학연의 - 유소유
- 요희전기 - 가람
- 일념일로 - 제갈아연
- 헬프미 보이즈 - 연우, 여선생님, 연우 엄마

## 광고
- 하이트진로 테라 (테라의 시대)